# (7940) Erichmeyer
(7940) Erichmeyer (1991 EO1) – planetoida z pasa głównego asteroid okrążająca Słońce w ciągu 4,29 lat w średniej odległości 2,64 j.a. Odkryta 13 marca 1991 roku.